# Fléchy
Fléchy é uma comuna francesa na região administrativa de Altos da França, no departamento de Oise. Estende-se por uma área de 4,77 km². Em 2010 a comuna tinha 93 habitantes (densidade: 19,5 hab./km²).